# Achaeta littoralis
Achaeta littoralis är en ringmaskart som beskrevs av Lasserre 1968. Achaeta littoralis ingår i släktet Achaeta och familjen småringmaskar. Arten har ej påträffats i Sverige. Inga underarter finns listade i Catalogue of Life.